# Mostowniczy (urząd ziemski)
Mostowniczy – urząd ziemski Wielkiego Księstwa Litewskiego.
Był jedną z dawnych godności, która nie miała swojego odpowiednika w Koronie. Zajmował niższe miejsce w hierarchii litewskich urzędów ziemskim. Należała do niego opieka nad mostami. W XVIII wieku urząd praktycznie pozbawiony był znaczenia.